# Clinocera appendiculata
Clinocera appendiculata är en tvåvingeart som först beskrevs av Zetterstedt 1838.  Clinocera appendiculata ingår i släktet Clinocera och familjen dansflugor. Arten är reproducerande i Sverige. Inga underarter finns listade i Catalogue of Life.